# Joan dos Santos Nunes
Joan dos Santos Nunes (Natal, 4 de julho de 1976) é um jogador brasileiro de futsal, que atua na posição de ala, sendo atualmente contratado da equipe russa Sibirjak. Ele fez parte da Seleção Brasileira de Futsal que conquistou o vice-campeonato em 2000.